# Erpodium schaeferi
Erpodium schaeferi là một loài rêu trong họ Erpodiaceae. Loài này được H.A. Crum I.G. Stone mô tả khoa học đầu tiên năm 1997.